# New Avengers
New Avengers är en superhjältegrupp som förekommer i en serietidning med samma namn som utges av Marvel Comics. Serien författas av Brian Michael Bendis, som även skrev storylinen Avengers Disassembled, och handlar om en grupp superhjältar som tillsammans bildar en ny Avengersgrupp, ursprungligen kallad "New Avengers", men sedan 2006 kallas den vanligen för New New Avengers.

## Överblick
New Avengers startades i november 2004 och författas av Bendis och ritas av David Finch. Eftersom den ursprungliga Avengersgruppen hade splittrats och både Fantastic Four och X-Men var oförmögna att agera tog superskurken Electro tillfället i akt att stänga ner S.H.I.E.L.D.-fängelset Raft, ett fängelse för superskurkar. S.H.I.E.L.D.-agenten Jessica Drew (Spindelkvinnan), Matt Murdock (Daredevil) och Luke Cage fanns redan på plats och Captain America, Spindelmannen och Iron Man, liksom den till synes galne Sentry, anslöt sig till dem. Upploppet kvästes, även om cirka 42 fångar lyckades fly. Captain America ansåg att det var ödet som hade fört denna grupp samman, precis som med de ursprungliga Avengers. Alla utom Daredevil antog därför erbjudandet att återbilda Avengers. X-Men-medlemmen Wolverine anslöt sig senare till gruppen efter en resa till Savage Land.
Iron Man försökte få ett erkännande från profiler inom superhjältekretsarna såsom professor Charles Xavier, Doctor Strange och Mister Fantastic och hyste in den nya gruppen i Stark Tower.
Gruppens pågående uppdrag är att tillfångata de återstående superskurkarna som flydde under det upplopp som förde dem samman. Bildandet av Young Avengers är dock ett visst huvudbry för dem och gruppen står delade när det gäller hur de ska agera. En motvilja mot S.H.I.E.L.D. har också vuxit fram sedan Nick Fury försvunnit. Den nya gruppen fick inget varmt mottagande och vissa institutioner inom regeringen, osäkra på vad de skulle tycka om New Avengers, sände ut Thunderbolts för att sätta dem på plats.
De nuvarande New Avengers består av Echo, en ny Ronin (Clint Barton), Doctor Strange, Wolverine, Spindelkvinnan, Spindelmannen, Iron Fist och Luke Cage, med Cage som ledare för gruppen. De assisteras i sitt arbete av Wong, Night Nurse samt Patroit och Hawkeye från Young Avengers. Författaren Brian Michael Bendis har sagt att dessa kan kalla sig för Avengers eftersom Captain America sade att de kunde det; detta uttalande upprepas sedan av New Avengers när de trodde att Captain America var vid liv och bestämde sig för att rädda honom. Spindelmannen hävdade att om de skulle lyckas frita Captain America skulle de kunna kalla sig Avengers igen; Luke Cage hävdade däremot att de redan är Avengers.

## Storylines

### Breakout (nummer 1-6)
Denna storyline introducerar den nya gruppen och fokuserar mestadels på händelserna som för dem samman. Electro släpper ut nästan nittio superskurkar från sina celler. 42 flyr, men de återstående brottslingarna fångas in tack vare Captain America, Iron Man, Luke Cage, Jessica Drew, Spindelmannen och Matt Murdock. Captain America drar slutsatsen att ödet har fört dem samman precis som ödet förde samman de ursprungliga fem Avengersmedlemmarna och övertygar Iron Man att bilda ett nytt Avengers. Han inbjuder också de andra fyra hjältarna som var närvarande vid upploppet att gå med; Daredevil tackar nej, men de andra tre antar erbjudandet. Efter att ha fångat Electro upptäcker Avengers att S.H.I.E.L.D döljer någonting om en mystisk man vid namn Karl Lykos - en man som, visar det sig, Electro specifikt anlitades för att frita medan alla andra bara utnyttjade kaoset. Lykos' journaler är hemligstämplade även för Spindelkvinnan och Captain America. Deras sökande för dem till Savage Land där Wolverine ansluter sig till dem och de stöter snart på Karl Lykos' alter ego, Sauron, och blir även nästan skjutna av den andre Black Widow.

### The Sentry (nummer 7-10)
Captain America och Iron Man försöker reda ut Sentrys förflutna. Sentrys liv är fyllt av mysterier, men han har räddade deras liv många gånger under upploppet på Raft. Han var en frivillig fånge, eftersom han var förkrossad över att ha dödat sin fru, även om hans fru tycks vara vid liv... Under tiden jagas The Wrecker av Spindelmannen, Spindelkvinnan, Luke Cage och Wolverine , och efter en farlig strid lyckas de tillfångata honom. En infångad, 41 kvar... Sentry helas till sist, även om han fortfarande inte helt kan hantera den stress som hans ärkefiende utsätter honom för.

### Ronin (nummer 11-13)
Den mystiske Ronin, som rekommenderats av Matt Murdock, ansluter till gruppen under en expedition till Japan för att fånga Silver Samurai. Ronin har inte tillbringat mycket tid med gruppen sedan dess eftersom han stannade i Japan för att bevaka Handen, medan Sentry fortfarande lider av sina egna identitetsproblem och har "bra dagar och dåliga dagar."

### Spindelkvinnan (nummer 14-15)
Nu när Spindelkvinnan är en Avenger har Hydra henne precis där de vill ha henne. Turligt nog träffar hon på Captain America. Han konfronterar principfast henne om hennes dubbelliv och hon riskerar tappert sitt eget liv genom att berätta sin historia. New Avengers offentliggör sin existens för omvärlden och mottar blandade gensvar. Ms. Marvel återvänder och får höra att hon är, och kommer alltid att vara, en Avenger, även om hon tackar nej till Captain Americas inbjudan. Hon gör detta eftersom hon föredrar att först arbeta på egen hand en tid, och gruppen möter sin hittills störste fiende: J. Jonah Jameson.

### The Collective (nummer 16-20)
I Alaska träffas Michael Pointer av The Collective, en massiv mängd energi från försvagade mutanter, ett resultat av händelserna under House of M. Han dödar till synes Alpha Flight, och när Avengers anländer för att stoppa honom upptäcker Spindelmannen att The Collective bär på singaturerna från de kraftlösa mutanterna.
S.H.I.E.L.D:s telepater läser Spindelmannens tankar och får reda på vad som hände. Avengers anländer för att frita Spindelmannen, precis när han släpps fri. Under tiden anländer The Collective i Genosha, där många försvagade mutanter, bland annat Magneto, har bosatt sig. Efter att ha fått reda på var The Collective finns invaderar New Avengers, Carol Danvers, the Vision och en mängd S.H.I.E.L.D-agenter Genosha för att förgöra den nu försvagade Magneto. Det avslöjas också att livsformen i själva verket var Xorn, som arbetade för att befria mutanter.

### Civil War - New Avengers: Disassembled (nummer 21-25)
De unga superhjältarna som kallar sig New Warriors, och har sin egen TV-serie, utför en räd mot ett fäste för superskurkar i Stamford i Connecticut. En av skurkarna, Nitro, provoceras till att explodera, vilket dödar otaliga civila. Kongressen, med stöd från superhjältar såsom Iron Man, Mister Fantastic och Yellowjacket, klubbar igenom en ny lag som kallas Superhuman Registration Act, eller SHRA, vilken innebär att alla med övermänskliga förmågor måste registrera sig hos regeringen, avslöja sina hemliga identiteter och tränas i att upprätthålla lagen. Många superhjältar, såsom Spindelmannen, Fantastic Four, Sentry och She-Hulk stödjer lagen, men andra superhjältar, ledda av Captain America, motsätter sig den eftersom de anser att den inskränker på deras frihet. Detta leder till ett inbördeskrig bland superhjältarna, i vilket alla superhjältar blir tvungna att välja sida.
Luke Cage vägrar registrera sig och jämför lagen med både slaveriet och Jim Crow-lagarna. Han ansluter sig senare till Captain Americas sida efter att en skvadron av S.H.I.E.L.D-soldater attackerar Cage precis efter att lagen träder i kraft (vid en minut över midnatt), trots att han var i sitt hem och tittade på TV och inte hade använt sina krafter sedan lagen började gälla. Sentry registrerar sig men tar inte parti med någon specifik sida, även om han känner sig mer tvungen att ansluta sig till Iron Man än till den rebelliske Captain America. Iron Man, som aldrig har litat på Spindelkvinnans trippelliv, förråder henne och informerar S.H.I.E.L.D-chefen Maria Hill om hennes status, vilket tvingar Jessica att fly för livet. Till slut hittar Jessica Captain America och hans anhängares tillhåll och tillåts ansluta sig till dem. Wolverine, som officiellt är neutral i frågan tillsammans med de övriga i X-Men, jagar rätt på mannen som är ansvarig för Stamfordkatastrofen och uttrycker sitt misstycke med lagen under en kort tid i S.H.I.E.L.D:s fängelse. Efter att Spindelmannen ser Goliath dö i en strid och får reda på sanningen bakom komplexet Number 42 i den Negativa Zonen lämnar han Iron Mans sida. Han fördömer sedan lagen i direktsänd TV och ansluter sig till Captain America.
Konflikten splittrade New Avengers för gott, och Civil War slutar med att Captain America ger upp efter en enorm strid på Times Square i New York, då han insåg att en sådan strid är precis vad superhjältar är menade att försöka förhindra. Han lönnmördas senare genom ett skott i magen på väg till domstolen. Luke Cage tar över ledarrollen i de nu hemliga Avengers, följd av Spindelmannen och Spindelkvinnan. Kriget leder också till att Iron Man och Sentry officiellt lämnar New Avengers och blir medlemmar i Mighty Avengers, en regeringsstödd grupp registrerade hjältar.

### Hawkeye och Scarlet Witch (nummer 26)
Många månader innan Civil War, vid ögonblicket för uppvaknandet efter House of M, vaknar Hawkeye och återvänder från de döda en andra gång. Clint finner Avengers' herrgård övergiven och söker upp Doctor Strange för att ta reda på om hans återkomst från de döda är verklig. Clint frågar vad som har hänt med världen sedan House of M, och vad som har hänt med Scarlet Witch. Han får reda på att hon har försvunnit och bestämmer sig för att hitta henne för att få "avsluta" saker och ting. Han reser till Wundagore Mountain, födelseplats för Wanda Maximoff och hennes bror Pietro Maximoff. Han hjälper en kvinna att fånga en väskryckare och kvinnan visar sig vara Wanda Maximoff. Clint blir chockad över att träffa henne och svimmar. Han vaknar senare i hennes hem och han frågar ut henne och det visar sig att Wanda inte har några minnen av sitt tidigare liv, och hon berättar för Clint att hon har bott i Wundagore Mountain hela sitt liv. Clint kan inte hantera det han just har fått höra och bryter ihop inför Wanda. De två delar ett intimt ögonblick, Wanda kysser Clint och de två tillbringar natten tillsammans. Clint vaknar nästa morgon och minns att Wanda nämnde sin "tant Agatha", som tydligen sover i rummet bredvid, och bestämmer sig för att undersöka det. "Tant Agatha" är högst troligt en manifestation av, eller referens till, Wandas förre mentor, häxan Agatha Harkness, som Wanda tydligen dödade under sin galenskap strax innan Avengers: Disassembled och House of M. Men när han rör vid dörrhandtaget får någonting honom att stanna till. Han drar tillbaka handen och det verkar som om hans fingrar har blivit brända precis där han rörde vid handtaget.
Huruvida han någonsin tittade in för att få se "tant Agatha", eller om Wandas krafter fortfarande finns kvar på ett undermedvetet plan, återstår att se.

### New New Avengers
Efter Civil War har det meddelats att New Avengers under 2007 kommer att inkludera Echo, en ny Ronin, Doctor Strange, Wolverine, Spindelkvinnan, Spindelmannen , Iron Fist och Luke Cage. Luke Cage är nu ledare för gruppen, och deras bas är Doctor Stranges Sanctum Sanctorum, som är magiskt förklätt som ett blivande Starbucks. Gruppen kommer också att möta en tuffare version av Hood.
New Avengers' senaste uppdrag, tillika den nya gruppens första, är att rädda Maya Lopez från Elektra och Handen, som förbereder sig för att göra henne till en av deras nya lönnmördare.
Efter att ha räddat Maya teleporterar New Avengers sig ut ur Handens hemliga gömställe. Elektra säger då till Handen att de inte ska låta New Avengers lämna Japan.
Efter att ha gömt sig från Silver Samurai (som fortfarande hyser agg mot Wolverine efter att denne huggit av hans hand), förklarar New Avengers hur de hamnade där; Spindelkvinnan fick höra från Ms. Marvel att Captain America fortfarande var vid liv, ett faktum som bekräftades av Doctor Strange i sin astrala form.
Men när de anländer till Raft, där kroppen tydligen skall finnas, anar Wolverine att det inte är den riktige Steve Rogers. Gruppen konfronteras då av sina motståndare Mighty Avengers, som förklarar att det var ett "fult trick".
Historien avbryts när Wolverine vänder sig om efter att ha känt att något inte står rätt till och halshuggs nästan av Silver Samurai. Efter att ha räddats av New Avengers berättar Wolverine vad som distraherade honom: Elektra närmar sig med tusentals ninjor från Handen tätt bakom sig.
Det avslöjas i ännu en tillbakablick att New Avengers återvände till sin bas när de flytt från Raft och att de där konfronterades av Mighty Avengers. Tony Stark visste inte om de verkligen fanns där men valde att gå in eftersom Black Widow tyckte sig ha hört skottlossning. Dr. Stranges magi visade sig vara överlägsen Starks teknologi och Brother Voodoos mysticism, och teamet lyckades hålla sig gömda. Nästan direkt efter att Stark gett sig av anlände Clint Barton och rekryterades som en ny Ronin efter att han förklarat att han inte längre kallade sig Hawkeye. Under paus i striden, där Luke Cage börjande förhandla med Elektra för att vinna tid, vaknade Echo upp igen och genomborrade Dr. Strange med ett svärd hon fått av en ninja från Handen.

### New Avengers och Transformers
Under Comic Con i New York meddelades det att en korsningsserie med New Avengers och Transformers kommer att släppas femte juli. Serien kommer att utspela sig mellan New Avengers' två första storylines.